# Mường Mìn
Mường Mìn là một xã thuộc tỉnh Thanh Hóa, Việt Nam.

## Địa lý
Xã Mường Mìn nằm ở vùng cao phía tây bắc tỉnh Thanh Hóa, có vị trí địa lý:
- Phía đông giáp xã Sơn Điện
- Phía bắc giáp xã Sơn Thủy
- Phía tây giáp xã Na Mèo
- Phía nam giáp nước Lào.

Xã Mường Mìn có diện tích tự nhiên 89,21 km², quy mô dân số năm 2024 là 2.991 người, mật độ dân số đạt 34 người/km².
Sông Luồng chảy qua địa bàn xã Mường Mìn. Xã là địa phương có quốc lộ 217 đi qua.

## Lịch sử
Trước Cách mạng tháng Tám năm 1945, địa bàn ngày nay của xã Mường Mìn thuộc xã Trịnh Sơn, là một phần của mường Mìn, tổng Hữu Sơn, châu Quan Hóa. Sau Cách mạng tháng Tám, xã Mường Mìn là một phần của xã Sơn Điện (thuộc huyện Quan Hóa, từ cuối năm 1996 chuyển sang huyện Quan Sơn).
Ngày 5 tháng 8 năm 1999, Chính phủ ban hành Nghị định số 65/1999/NĐ-CP (có hiệu lực từ ngày 20 tháng 8 cùng năm). Theo đó, xã Mường Mìn được thành lập trên cơ sở tách 8.190 ha và 2.115 người ở phía tây của xã Sơn Điện.
Ngày 16 tháng 6 năm 2025, huyện Quan Sơn bị giải thể do bỏ cấp huyện; xã Mường Mìn chính thức là đơn vị hành chính trực thuộc tỉnh Thanh Hóa từ ngày 1 tháng 7 năm 2025.

## Hành chính
Xã Mường Mìn có 5 bản: Bơn, Chiềng, Luốc Làu, Mìn, Yên.